# Cop d'estat a Myanmar de 2021
El cop d'estat a Myanmar de 2021 va començar el matí de l'1 de febrer, quan els membres del partit governant de Myanmar, la Lliga Nacional per la Democràcia, triats democràticament, van ser deposats pel Tatmadaw -l'exèrcit de Myanmar-, que va conferir el poder a una estratocràcia. El Tatmadaw va declarar l'estat d'emergència durant un any i va declarar que el poder havia estat conferit al Comandant en Cap dels Serveis de Defensa, Min Aung Hlaing. El cop d'estat es va produir la vespra que l'assemblea de la Unió -el parlament de Myanmar- prengués jurament als membres elegits en les eleccions generals de novembre de 2020, la qual cosa va impedir que es produís. El president Win Myint i la consellera d'Estat Aung San Suu Kyi van ser detinguts, juntament amb els ministres i els seus adjunts i els membres del Parlament.
El 3 de febrer, Myint va ser acusat d'infringir les directrius de la campanya i les restriccions de la COVID-19 en virtut de l'article 25 de la Llei de Gestió de Desastres Naturals. Suu Kyi també va ser acusada d'infringir les lleis d'emergència COVID-19 i també per importar i utilitzar il·legalment dispositius de ràdio i comunicació, concretament sis dispositius ICOM del seu equip de seguretat i un walkie-talkie; que estan restringits a Myanmar i necessiten autorització dels organismes relacionats amb l'exèrcit abans de la seva adquisició. Tots dos van ser posats a la presó preventiva durant dues setmanes.

## Context
Les tensions entre el partit governant i l'exèrcit va anar escalant després de les eleccions generals del 8 de novembre de 2020, en les quals el partit governant, la Lliga Nacional per la Democràcia, va obtenir 396 dels 476 escons del Parlament, una victòria encara major en comparació amb les eleccions de 2015. El partit afí dels militars, el Partit de la Unió, Solidaritat i Desenvolupament, només va obtenir 33 escons.

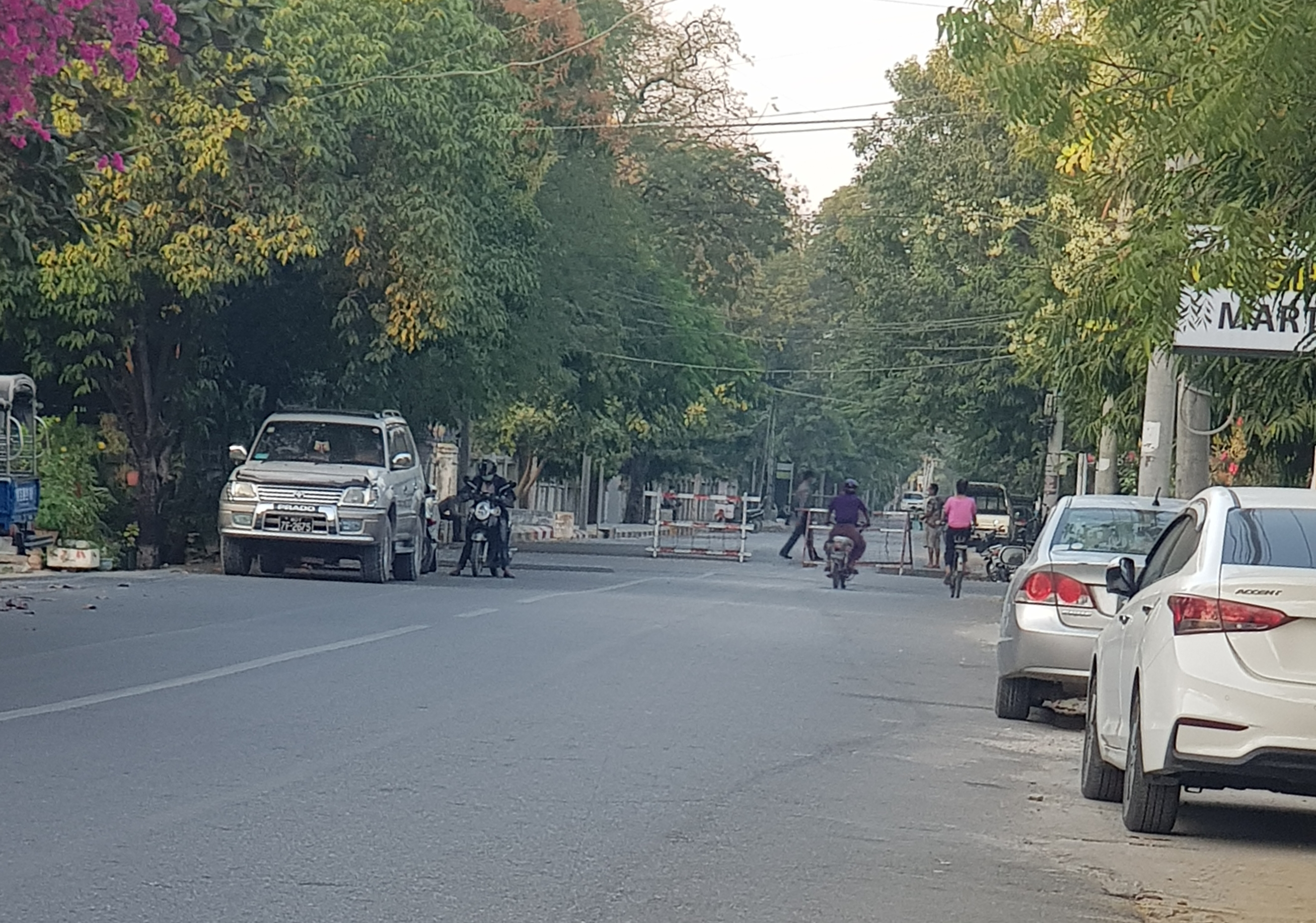
Un bloqueig militar de la carretera que condueix a l'Oficina del Govern de la Regió de Mandalay.

L'exèrcit va impugnar els resultats, al·legant que la votació era fraudulenta. L'intent de cop d'Estat s'havia rumorejat durant diversos dies, la qual cosa va provocar declaracions de preocupació per part de potències occidentals com França i els Estats Units.

## Fets
El portaveu de la LND, Myo Nyunt, va dir que Suu Kyi, Win Myint, Han Tha Myint i altres dirigents del partit havien estat «capturats» en una batuda realitzada per l'exèrcit a primera hora del matí. Nyunt va afegir que esperava que també fossin detinguts en breu. Nombrosos canals de comunicació van deixar de funcionar i les línies telefòniques amb la capital, Naypyidaw, es van interrompre, la cadena estatal MRTV va dir que no podia emetre per «problemes tècnics» i es van registrar interrupcions generalitzades d'Internet des de les 3 de la matinada. S'ha vist el desplegament de soldats a Naypyidaw i a la ciutat més gran del país, Yangon.
Posteriorment, l'exèrcit va anunciar en Myawaddy TV, controlada pels militars, que havia declarar l'estat d'emergència durant un any. Un comunicat signat pel president en funcions Myint Swe va declarar que la responsabilitat de «la legislació, l'administració i el poder judicial» havia estat transferida a Min Aung Hlaing. Es va convocar el Consell de Defensa i Seguretat Nacional, presidit pel president en funcions Myint Swe i al qual van assistir alts càrrecs militars, després de la qual cosa els militars van emetre un comunicat en el qual declaraven que se celebrarien noves eleccions, i que el poder només es lliuraria després.

## Reaccions internacionals
Les organitzacions intergovernamentals, incloses les Nacions Unides, l'Associació de Nacions del Sud-est Asiàtic (ASEAN) i la Unió Europea, van expressar la seva preocupació i van demanar el diàleg de totes dues parts. A més de la preocupació, la Unió Europea també va condemnar el cop i va instar l'alliberament dels detinguts.

Les reaccions dels estats de tot el món (5 de febrer de 2021)
Ho consideren un cop d'estat i el condemnen
Mostren preocupació profunda
Posició neutral
Myanmar
No s'ha posicionat públicament

### Condemna del cop d'estat
Molts dels països van qualificar els fets que van succeir a Myanmar l'1 de febrer com un cop d'estat i ho van condemnar explícitament. També demanaven l'alliberació de les persones detingudes i demanaven el restabliment del procés democràtic.
- Alemanya[19]
- Austràlia[20]
- Canadà
- Dinamarca[21]
- Eslovènia[22]
- Espanya[23]
- Estats Units[24]
- Estònia
- Equador
- França
- Irlanda[25]
- Itàlia
- Kenya
- Lituània[26]
- Luxemburg[27]
- Noruega[21][28]
- Nova Zelanda[29]
- Països Baixos
- Polònia[30]
- Portugal[31]
- Regne Unit[32]
- Suècia[21]
- Suïssa[33]
- Turquia[34]
- Txèquia[35]

### Profunda preocupació
Diversos països van mostrar la seva «profunda preocupació» per les detencions i, en molts casos, demanant també la seva alliberació i donant el seu suport a la democràcia. No obstant això, no consideren els desenvolupaments com un cop d'estat o similar. Inicialment, alguns països com Estònia, Itàlia o Canadà ho consideraven així.
- Argentina[38]
- Bangladesh[39]
- Bolívia[40]
- Corea del Sud[41]
- Filipines
- Grècia[42]
- Índia[43]
- Indonèsia[44]
- Iran
- Japó[45]
- Malàisia[46]
- Mèxic[47]
- Nepal[48]
- Pakistan[49]
- Sud-àfrica
- Singapur[50]

### Posició neutral
Aquests països no donar suport explícit a cap bàndol i, en alguns casos, consideren el cop d'estat com un «assumpte intern» com és el cas de Tailàndia, Cambodja, Vietnam i, inicialment, les Filipines. Alguns d'aquests, fan una crida a totes les parts implicades al diàleg.
- Brasil
- Cambodja[21][52]
- R.P. de la Xina[21]
- Rússia
- Tailàndia[21][52]
- Ucraïna
- Vietnam[21]

## Guerra civil
La guerra civil de Myanmar va esclatar després de les llargues insurreccions de Myanmar, que es va intensificar significativament com a resposta al cop d'estat de 2021 i la posterior repressió violenta contra les protestes contra el cop d'estat. El Govern d'Unitat Nacional a l'exili i les principals organitzacions ètniques armades van repudiar la constitució de 2008 i van demanar, en canvi, un estat federal democràtic. A més de comprometre aquesta aliança rebel, la junta també lluita amb altres forces anti-junta en àrees sota el seu control.